# Liste der deutschen Botschafter in Singapur
Die Liste der deutschen Botschafter in Singapur enthält die Konsuln, Generalkonsuln und Botschafter des Deutschen Reichs bzw. der Bundesrepublik Deutschland in Singapur.

## Deutsches Reich
| Name                                       | Amtszeit  | Anmerkungen   |
| ------------------------------------------ | --------- | ------------- |
| Ottmar von Mohl                            | 1873–1875 | Konsul        |
| Ernst Bieber                               | 1875–1883 | Konsul        |
| Hermann Rettich                            | 1884–1886 | Konsul        |
| Carl Freusberg                             | 1886–1889 | Konsul        |
| Hans Hermann Eschke                        | 1889–1903 | Generalkonsul |
| Lothar Heintze                             | 1904–1905 | Konsul        |
| Richard Kiliani                            | 1905–1911 | Konsul        |
| Karl-Christian Feindel                     | 1911–1914 | Konsul        |
| Erster Weltkrieg/Keine Vertretung bis 1926 |           |               |
| Otto Weber                                 | 1926–1929 | Generalkonsul |
| Hermann Bode                               | 1929–1930 | Generalkonsul |
| Walther Maenns                             | 1931–1938 | Generalkonsul |
| Adolf von Windecker                        | 1938–1939 | Generalkonsul |
| Zweiter Weltkrieg/Keine Vertretung         |           |               |

## Bundesrepublik Deutschland
| Name                           | Amtszeit  | Anmerkungen                |
| ------------------------------ | --------- | -------------------------- |
| Hans Ulrich Granow             | 1953–1958 | Generalkonsul              |
| Heinrich Carl Franz Röhreke    | 1958–1963 | Generalkonsul              |
| Detlev Scheel                  | 1963–1966 | ab 1965 erster Botschafter |
| Oswald Freiherr von Richthofen | 1966–1970 |                            |
| Wilhelm Löer                   | 1970–1973 |                            |
| Hans J. Dietrich               | 1973–1977 |                            |
| Hildegunde Feilner             | 1977–1980 |                            |
| Wolfram Dufner                 | 1980–1984 |                            |
| Richard Louis                  | 1984–1986 |                            |
| Joachim Kampmann               | 1986–1989 |                            |
| Karl Spalcke                   | 1989–1996 |                            |
| Jürgen Oestreich               | 1996–1999 |                            |
| Volker Schlegel                | 1999–2002 |                            |
| Andreas Michaelis              | 2002–2006 |                            |
| Folkmar Stoecker               | 2006–2008 |                            |
| Jörg Ranau                     | 2008–2011 |                            |
| Angelika Viets                 | 2011–2014 |                            |
| Michael Witter                 | 2014–2017 |                            |
| Ulrich A. Sante                | 2017–2020 |                            |
| Norbert Riedel                 | 2020–2024 |                            |
| Bettina Fanghänel              | 2024–     |                            |